# Ronnie del Carmen

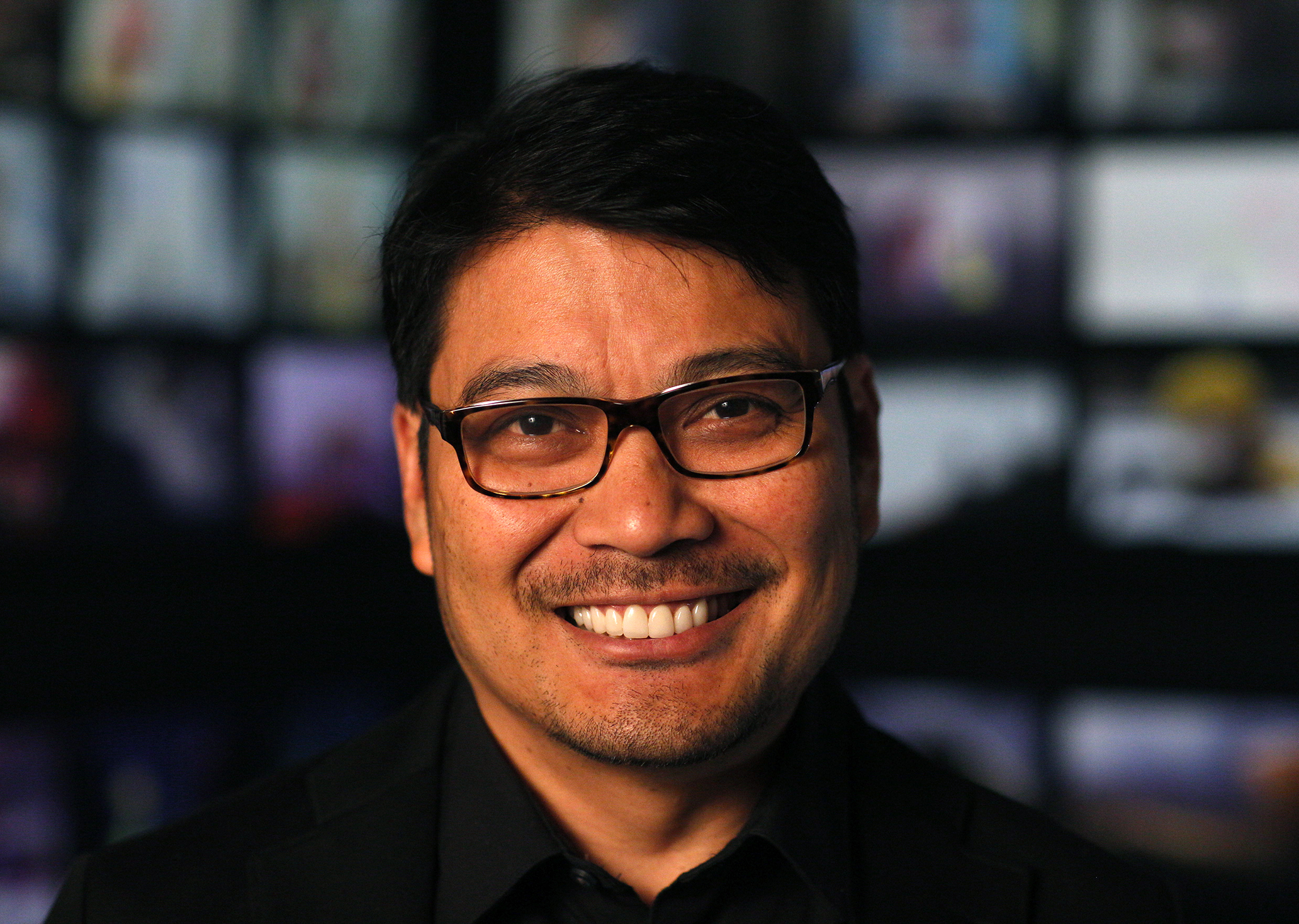
Ronnie del Carmen (2014)

Ronaldo „Ronnie“ del Carmen (* 31. Dezember 1959 in Cavite auf Luzon)  ist ein philippinischer Animator, Filmregisseur, Drehbuchautor, Illustrator und Comicautor, der in den Vereinigten Staaten lebt und arbeitet.

## Leben
Ronnie del Carmen wurde 1959 in der Provinz Cavite auf der größten der philippinischen Inseln Luzon geboren. Sein Studium machte er an der Päpstlichen und Königlichen Universität des heiligen Thomas von Aquin in Manila, wo er seinen Bachelor of Fine Arts (B.F.A.) in Werbekunst erlangt hat.

### Filmschaffen
Im Jahr 1989 zog del Carmen in die Vereinigten Staaten und arbeitete als Storyboardzeichner bis Mitte der 1990er Jahre für Warner Bros. Animation unter anderem an der Fernsehserie Batman. Ende der 1990er Jahre arbeitete er dann für DreamWorks Animation als Story Supervisor unter anderem an dem Spielfilm Der Prinz von Ägypten.
Im Sommer 2000 kam del Carmen zu den Pixar Animation Studios im kalifornischen Emeryville, wo er als Story Supervisor an dem bei der Oscarverleihung 2004 ausgezeichneten Film Findet Nemo mitarbeitete. An dem Oscar-nominierten Kurzfilm One Man Band arbeitete er als Production Designer und schrieb die Story zu Ratatouille, der bei der Oscarverleihung 2008 mehrere Preise gewann. An Pixars zehnten computeranimierten Film in Spielfilmlänge Oben, der bei der Oscarverleihung 2010 zwei Preise gewinnen konnte, arbeitete del Carmen als Story Supervisor. Sein Regiedebüt hatte er mit dem Kurzfilm Dugs Sondereinsatz, der zusammen mit Oben auf DVD und Blu-Ray erschienen ist.
Für den 2015 bei den Filmfestspielen von Cannes vorgestellten und 2016 bei den 88th Academy Awards mit einem Oscar ausgezeichneten Pixar-Film Alles steht Kopf schrieb del Carmen die Story und führte zusammen mit Pete Docter Regie.

### Illustrator

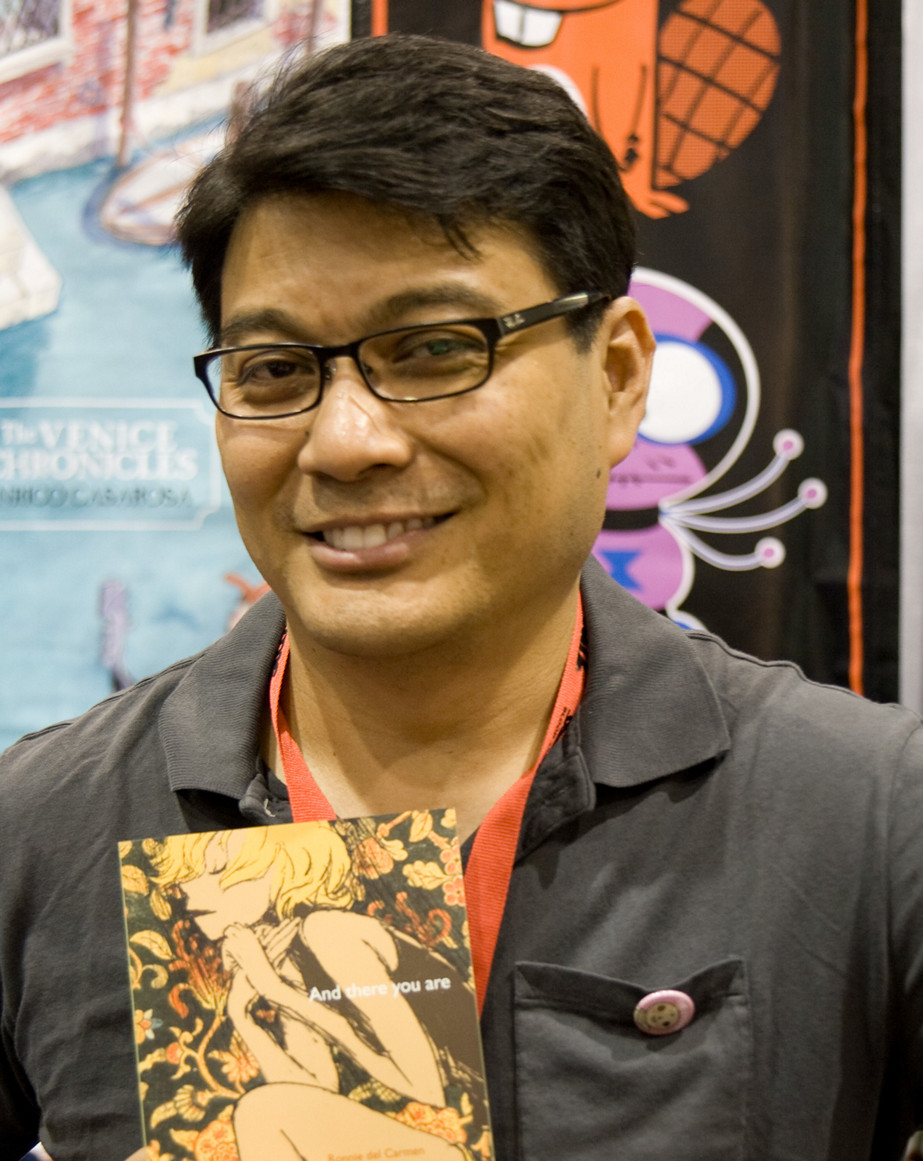
Ronnie del Carmen auf der San Diego Comic-Con International 2009

Del Carmen arbeitete zusammen mit Bruce Timm, Paul Dini und anderen an dem Batman Adventures Holiday Special, für den sie als Beste Einzelausgabe 1995 den Eisner Award einsammeln konnten. Des Weiteren arbeitete er an Dark Horses Aliens-Serie Mondo Pest und 2002 an Batman Black and White Vol. 2 für DC Comics. Zudem veröffentlicht er seine Geschichten im Selbstverlag in seinen Paper-Biscuit-Comics, in denen es um Nina geht, eine traumwandelnde Abenteurerin und soziale Außenseiterin.
Neben seiner Arbeit an Spiel- und Kurzfilmen trug er sein künstlerisches Talent als Illustrator zu dem Kinderbuch My Name Is Dug aus dem Jahr 2009 von Kiki Thorpe bei.

### Privatleben
Del Carmen ist verheiratet und hat zwei Kinder. Er hat zwei Brüder, die ebenfalls in der Animation tätig sind: Louie ist ein Storyboard Artist bei DreamWorks, während Enrique („Rick“) als Storyboardzeichner und Regieassistent bei Fox Animation arbeitet.

## Filmografie (Auswahl)
- 1991–1995: Batman (Batman: The Animated Series, Fernsehserie) (Storyboard, Charakterdesign)
- 1995: Freakazoid! (Fernsehserie, zwei Episoden) (Regie)
- 1998: Der Prinz von Ägypten (The Prince of Egypt) (Story)
- 2000: Der Weg nach El Dorado (The Road to El Dorado) (Story Supervisor)
- 2000: Batman of the Future – Der Joker kommt zurück (Batman Beyond: Return of the Joker) (Storyboard)
- 2002: Spirit – Der wilde Mustang (Spirit: Stallion of the Cimarron) (Story Supervisor)
- 2003: Findet Nemo (Finding Nemo) (Story Supervisor)
- 2005: One Man Band (Kurzfilm) (Production Design)
- 2007: Ratatouille (Story)
- 2008: WALL·E – Der Letzte räumt die Erde auf (WALL·E) (Story/Charakterdesign)
- 2009: Oben (Up) (Story Supervisor)
- 2009: Dugs Sondereinsatz (Dug’s Special Mission, Kurzfilm) (Regie/Drehbuch)
- 2015: Alles steht Kopf (Inside Out) (Regie/Story)
- 2020: Soul (Stimme)

## Bibliografie
- Batman Black and White Vol. 2, „The Bet“ – Autor Paul Dini, Illustrationen Ronnie del Carmen (DC Comics, 2002)
- Paper Biscuit – Autor Ronnie del Carmen (Half Life, 2003)
- Three Trees Make a Forest – Illustrationen; zusammen mit Tadahiro Uesugi und Enrico Casarosa (Gingko Press, 2007)
- And There You Are – Ronnie del Carmen (AdHouse Books, 2009)
- My Name Is Dug – Autor Kiki Thorpe, Illustrationen Ronnie del Carmen (Disney Press, 2009)
- Project: Superior, „No Prize“ – Autor und Illustrationen Ronnie del Carmen (AdHouse Books, 2009)

## Preise und Nominierungen
Gewonnen
- 1995: Eisner Award – Best Single Issue 1995 für Batman Adventures Holiday Special von Paul Dini, Bruce Timm, Ronnie del Carmen und anderen (DC)
- 1997: Daytime Emmy Award – Outstanding Special Class Animated Program für Freakazoid! (Regie), gemeinsam mit Steven Spielberg (Ausführender Produzent), Tom Ruegger (Senior Produzent), Rich Arons (Produzent), John P. McCann (Produzent), Paul Rugg (Produzent), Mitch Schauer (Produzent), Jack Heiter (Regie), Scott Jeralds (Regie), Eric Radomski (Regie), Dan Riba (Regie), Andrea Romano (Synchronregie), Peter Shin (Regie)
- 2003: Annie Award – Storyboarding in an Animated Feature Production für Spirit – Der wilde Mustang (DreamWorks)
- 2010: National Cartoonists Society – Animated Feature Division Award für Oben (Pixar)

Nominiert
- 2009: Annie Award – Storyboarding in an Animated Feature Production für WALL·E – Der Letzte räumt die Erde auf (Pixar)
- 2010: Annie Award – Storyboarding in an Animated Feature Production für Oben (Pixar)
- 2016: Oscar – Bestes Originaldrehbuch, gemeinsam mit Pete Docter, Meg LeFauve und Josh Cooley, für Alles steht Kopf (Pixar)